# George Henry Hamilton Tate
George Henry Hamilton Tate (Londres, 30 de abril de 1894 - Morristown, 24 de diciembre de 1953) fue un botánico, y zoólogo estadounidense nacido en Inglaterra. Trabajó como especialista en mamíferos para el Museo Americano de Historia Natural de Nueva York.

## Biografía
Era su hermano, Geoffrey Tate.
En 1912, migró de Inglaterra a Nueva York con su familia. De 1912 a 1914 trabajó como telegrafista en Long Island. Luego se unió al Ejército británico para luchar en la Primera Guerra Mundial. Al final de la guerra, estudió en el Imperial Facultad de Ciencia y Tecnología de Londres sin tener un título. Luego migró de nuevo a EE. UU. y se convirtió en asistente de campo en mastozoología en el Museo Americano de Historia Natural. En 1927 completó su BS por la Universidad de Columbia en Manhattan, y se convirtió en ciudadano de Estados Unidos.
En septiembre de 1927, esponsoreado por el American Museum of Natural History, inició la búsqueda de Paul Redfern, el aviador perdido.
Durante su vida escribió varios libros sobre temas como los de América del Sur Marmosa (zarigüeyas) y mamíferos del Pacífico y Asia oriental.

## Algunas publicaciones
- 1930. Notes on the Mount Roraima Region. Reimpreso de Am. Geographical Soc. 16 p.
- 1933. A systematic revision of the marsupial genus Marmosa
- 1935. The taxonomy of the genera of neotropical hystricoid rodents
- 1937. Some marsupials of New Guinea and Celebes
- 1941. Review of Myotis of Eurasia. Bull. 78.
- 1943, con Thomas Donald Carter (1893-?) Animals of the Pacific world
- 1944. A List of the Mammals of the Japanese War Area. 3 v.
- 1945. Mammals of the Pacific World
- 1947. Mammals of Eastern Asia. 366 p.
- 1948. Studies in the Peramelidae (Marsupialia)
- 1951. The Rodents of Australia and New Guinea. 244 p.
- 1953. Summary of the 1948 Cape York (Australia) Expedition
- 2012. Some Muridae of the Indo Australian Region: Bulletin of the American Museum of Natural History, v. 72. Ed. Literary Licensing, LLC, 232 p. ISBN 1258276917, ISBN 9781258276911

## Honores

### Eponimia
Zoología
- (Cricetidae) Hylaeamys tatei Musser, Carleton, Brothers & Gardner, 1998